# Clasificación para la Copa Mundial de Rugby de 2027
El proceso de clasificación para la Copa Mundial de Rugby de 2027 fue la serie de procesos y torneos que decidieron a los 24 equipos que iban a participar del Mundial en Australia. El proceso comenzó durante las fases de grupos del Mundial de 2023 en Francia, en el que los tres mejores equipos de cada uno de los cuatro grupos se clasificaron automáticamente (12). Los doce equipos restantes se clasificarán a través de torneos regionales, play-offs interregionales y el torneo de repechaje final, denominado Torneo Final de Clasificación.
La Copa Mundial de Rugby de 2027 será la primera edición del torneo en su formato expandido, aumentando de 20 a 24 participantes. Debido a esto y otro factores, el proceso de clasificación sufrió varios respecto a ciclos mundialistas anteriores, no solo en cuanto a la distribución de cupos, sino también en la composición de los distintos torneos regionales.
Además de su nuevo formato, el proceso clasificatorio también se destaca por sus resultados, como las clasificaciones de Hong Kong (debut absoluto en un Mundial y segundo seleccionado asiático en lograrlo), Zimbabue (última clasificación en 1991) y España (última clasificación en 1999).

## Equipos clasificados
De los 24 equipos que participarán de la Copa Mundial de Rugby de 2027, 12 clasificaron de forma directa a través de su desempeño en la Copa Mundial de Rugby de 2023, mientras que los 12 cupos restantes serán otorgados a través de los distintos torneos clasificatorios.
|                                                    | África                                                 | Asia                                                   | Europa                                                      | Pacífico                                               | Sudamérica                                             |
| -------------------------------------------------- | ------------------------------------------------------ | ------------------------------------------------------ | ----------------------------------------------------------- | ------------------------------------------------------ | ------------------------------------------------------ |
| Clasificado directo en el Mundial 2023             | - Sudáfrica (campeón)                                  | - Japón                                                | - Inglaterra - Francia - Irlanda - Italia - Escocia - Gales | - Australia (anfitrión) - Nueva Zelanda - Fiyi         | - Argentina                                            |
| Clasificado vía torneo regional                    | - Zimbabue                                             | - Hong Kong                                            | - Georgia - España - Rumania - Portugal                     | - PNC 1 - PNC 2 - PNC 3                                | - Sudamérica 1                                         |
| Clasificado a través de play-off interregional     |                                                        |                                                        |                                                             | PNC 4 o Sudamérica 2                                   | PNC 4 o Sudamérica 2                                   |
| Clasificado mediante Torneo Final de Clasificación | Africa 2, Europa 5, PNC 4, Sudamérica 2 o Sudamérica 3 | Africa 2, Europa 5, PNC 4, Sudamérica 2 o Sudamérica 3 | Africa 2, Europa 5, PNC 4, Sudamérica 2 o Sudamérica 3      | Africa 2, Europa 5, PNC 4, Sudamérica 2 o Sudamérica 3 | Africa 2, Europa 5, PNC 4, Sudamérica 2 o Sudamérica 3 |

### Cupos
Los 12 cupos destinados a los torneos clasificatorios regionales fueron distribuidos de la siguiente manera:
- África: 1 cupo
- Asia: 1 cupo
- Europa: 4 cupos
- Pacífico: 3 cupos
- Sudamérica: 1 cupo
- Repechaje Pacífico-Sudamérica: 1 cupo
- Torneo Final de Clasificación: 1 cupo

## Clasificación directa
Los primeros clasificados a la Copa Mundial de 2027 fueron definidos durante la disputa de la Copa Mundial de Rugby de 2023, otorgándose 12 cupos de forma directa. Los equipos clasificados de forma directa fueron los equipos clasificados 1.°, 2.° y 3.° en cada una de las cuatro zonas al finalizar la fase de grupos.
| Pos. | Equipos       | G | E | P | Pts. |
| ---- | ------------- | - | - | - | ---- |
| 1.°  | Francia       | 4 | 0 | 0 | 18   |
| 2.°  | Nueva Zelanda | 3 | 0 | 1 | 15   |
| 3.°  | Italia        | 2 | 0 | 2 | 10   |
| 4.°  | Uruguay       | 1 | 0 | 3 | 5    |
| 5.°  | Namibia       | 0 | 0 | 4 | 0    |

| Pos. | Equipos   | G | E | P | Pts. |
| ---- | --------- | - | - | - | ---- |
| 1.°  | Irlanda   | 4 | 0 | 0 | 19   |
| 2.°  | Sudáfrica | 3 | 0 | 1 | 15   |
| 3.°  | Escocia   | 2 | 0 | 2 | 10   |
| 4.°  | Tonga     | 1 | 0 | 3 | 5    |
| 5.°  | Rumania   | 0 | 0 | 4 | 0    |

| Pos. | Equipos   | G | E | P | Pts. |
| ---- | --------- | - | - | - | ---- |
| 1.°  | Gales     | 4 | 0 | 0 | 19   |
| 2.°  | Fiyi      | 2 | 0 | 2 | 11   |
| 3.°  | Australia | 2 | 0 | 2 | 11   |
| 4.°  | Portugal  | 1 | 1 | 2 | 6    |
| 5.°  | Georgia   | 0 | 1 | 3 | 3    |

| Pos. | Equipos    | G | E | P | Pts. |
| ---- | ---------- | - | - | - | ---- |
| 1.°  | Inglaterra | 4 | 0 | 0 | 18   |
| 2.°  | Argentina  | 3 | 0 | 1 | 14   |
| 3.°  | Japón      | 2 | 0 | 2 | 9    |
| 4.°  | Samoa      | 1 | 0 | 3 | 7    |
| 5.°  | Chile      | 0 | 0 | 4 | 0    |

|  | Clasifica a la Copa Mundial de Rugby de 2027. |

## África
El proceso de clasificación en África estuvo dividido en tres fases de las cuales participaron 16 selecciones africanas en total. Comenzó el 20 de julio de 2024 y finalizó el 19 de julio de 2025.
Equipos participantes
| Eliminados en Fase 1 | Eliminados en Fase 2                                                 | Clasificados a la Fase final                                                            |
| -------------------- | -------------------------------------------------------------------- | --------------------------------------------------------------------------------------- |
| - Burkina Faso       | - Botsuana - Camerún - Ghana - Madagascar - Nigeria - Túnez - Zambia | - Argelia - Costa de Marfil - Kenia - Marruecos - Namibia - Senegal - Uganda - Zimbabue |

Fase final
La fase final se llevó a cabo a través del Rugby Africa Cup 2025, otorgando un cupo directo al campeón del torneo (África 1) y un cupo al repechaje África-Asia para el subcampeón (África 2). Zimbabue derrotó 30-28 a Namibia en la final y clasificó a la Copa Mundial de Rugby por primera vez desde 1991.
| Pos. | Selección       | Cupo     |
| ---- | --------------- | -------- |
| 1.°  | Zimbabue        | África 1 |
| 2.°  | Namibia         | África 2 |
| 3.°  | Argelia         |          |
| 4.°  | Kenia           |          |
| 5.°  | Senegal         |          |
| 6.°  | Marruecos       |          |
| 7.°  | Uganda          |          |
| 8.°  | Costa de Marfil |          |

|  | Clasifica a la Copa Mundial de Rugby de 2027. |
|  | Clasifica a Repechaje África-Asia.            |

## Asia
El proceso de clasificación en Asia estuvo dividido en cuatro fases de las cuales participaron 8 selecciones asiáticas en total. El proceso comenzó el 30 de abril de 2024 y finalizó el 5 de julio de 2025. 
Equipos participantes
| Eliminados en Fase 1         | Eliminados en Fase 3 | Clasificados a la Fase final                                     |
| ---------------------------- | -------------------- | ---------------------------------------------------------------- |
| - Catar - India - Kazajistán | - Malasia            | - Corea del Sur - Emiratos Árabes Unidos - Hong Kong - Sri Lanka |

Fase final
La fase final se llevó a cabo a través del Asia Rugby Championship 2025, otorgando un cupo directo al campeón del torneo (Asia 1) y un cupo al repechaje África-Asia para el subcampeón (Asia 2). Hong Kong ganó el torneo y clasificó a la Copa Mundial de Rugby por primera vez en su historia.
| Pos. | Selección              | Cupo   |
| ---- | ---------------------- | ------ |
| 1.°  | Hong Kong              | Asia 1 |
| 2.°  | Emiratos Árabes Unidos | Asia 2 |
| 3.°  | Corea del Sur          |        |
| 4.°  | Sri Lanka              |        |

|  | Clasifica a la Copa Mundial de Rugby de 2027. |
|  | Clasifica a Repechaje África-Asia.            |

## Europa
El proceso de clasificación en Europa estuvo compuesto por una sola etapa, el Rugby Europe Championship 2025, llevándose a cabo entre el 31 de enero y el 16 de marzo de 2025. El torneo estuvo compuesto por ocho equipos, otorgando cuatro cupos directos a la Copa Mundial y un cupo al Torneo Final de Clasificación.
| Pos. | Selección    | Cupo     |
| ---- | ------------ | -------- |
| 1.°  | Georgia      | Europa 1 |
| 2.°  | España       | Europa 2 |
| 3.°  | Rumania      | Europa 3 |
| 4.°  | Portugal     | Europa 4 |
| 5.°  | Bélgica      | Europa 5 |
| 6.°  | Países Bajos |          |
| 7.°  | Suiza        |          |
| 8.°  | Alemania     |          |

|  | Clasifica a la Copa Mundial de Rugby de 2027. |
|  | Clasifica al Torneo Final de Clasificación    |

## Pacífico
Durante este ciclo mundialista, las regiones de Oceania y América del Norte fueron fusionadas para el proceso clasificatorio. El proceso esta compuesto por una sola etapa, el Pacific Nations Cup 2025, a disputarse entre el 23 de agosto y 20 de septiembre de 2025. El torneo estará compuesto por seis equipos participantes, otorgando tres cupos directos a la Copa Mundial y un cupo al repechaje Sudamérica-Pacífico. Dos de los equipos participantes, Fiyi y Japón, ya se encuentran clasificados, por lo que ningún equipo será eliminado en este torneo.
Equipos participantes
- Canadá
- Estados Unidos
- Fiyi (clasificado)
- Japón (clasificado)
- Samoa
- Tonga

## Sudamérica
El proceso de clasificación en Centro y Sudamérica estuvo dividido en cuatro fases, de las cuales participaron ocho selecciones en total. Comenzó el 18 de agosto de 2024 y finalizará el 18 de octubre de 2025.
| Eliminados en Fase 1            | Eliminados en Fase 3 | Clasificados a la Fase final          |
| ------------------------------- | -------------------- | ------------------------------------- |
| - Costa Rica - Perú - Venezuela | - Colombia           | - Brasil - Chile - Paraguay - Uruguay |

Fase final
La fase final se llevará a cabo a través del Sudamericano de Rugby 2025, otorgando un cupo directo al campeón del torneo (Sudamérica 1), un cupo al repechaje Pacífico-Sudamérica para el subcampeón (Sudamérica 2) y un cupo al Torneo Final de Clasificación (Sudamérica 3).
|  | Semifinales | Semifinales | Semifinales | Semifinales |  |  | Final            | Final            | Final            | Final            |  |
|  |             |             |             |             |  |  |                  |                  |                  |                  |  |
|  |             |             |             |             |  |  |                  |                  |                  |                  |  |
|  | Uruguay     | Uruguay     | 38          |             |  |  |                  |                  |                  |                  |  |
|  | Uruguay     | Uruguay     | 38          |             |  |  |                  |                  |                  |                  |  |
|  | Paraguay    | Paraguay    | 0           |             |  |  |                  |                  |                  |                  |  |
|  | Paraguay    | Paraguay    | 0           |             |  |  |                  |                  |                  |                  |  |
|  |             |             |             |             |  |  |                  |                  |                  |                  |  |
|  |             |             | Chile       |             |  |  |                  |                  |                  |                  |  |
|  | Chile       | Chile       | 35          | 35          |  |  |                  |                  |                  |                  |  |
|  | Chile       | Chile       | 35          | 35          |  |  |                  |                  |                  |                  |  |
|  | Brasil      | Brasil      | 21          | 20          |  |  | Final 3.º puesto | Final 3.º puesto | Final 3.º puesto | Final 3.º puesto |  |
|  | Brasil      | Brasil      | 21          | 20          |  |  | Final 3.º puesto | Final 3.º puesto | Final 3.º puesto | Final 3.º puesto |  |
|  |             |             |             |             |  |  |                  |                  |                  |                  |  |
|  |             |             |             |             |  |  |                  |                  |                  |                  |  |
|  |             |             |             |             |  |  |                  |                  |                  |                  |  |
|  |             |             |             |             |  |  | Brasil           |                  |                  |                  |  |
|  |             |             |             |             |  |  |                  |                  |                  |                  |  |
|  |             |             |             |             |  |  |                  |                  |                  |                  |  |

## Repechajes

### Pacífico-Sudamérica
El repechaje Sudamérica-Pacífico se dará entre el subcampeón del Sudamericano de Rugby 2025 (Sudamérica 2) y el último del Pacific Nations Cup 2025 (PNC 4). El ganador clasificará de forma directa a la Copa del Mundo, mientras que el perdedor jugará el Torneo Final de Clasificación.
| 20 de septiembre de 2025 | PNC 4 | vs. | Sudamérica 2 |  |  |

| 27 de septiembre de 2025 | Sudamérica 2 | vs. | PNC 4 |  |  |

### África-Asia
El repechaje África-Asia se dio entre Asia 2 (Emiratos Árabes Unidos) y África 2 (Namibia). El ganador clasificó al Torneo Final de Clasificación, mientras que el perdedor fue eliminado. 
| 26 de julio de 2025 | Namibia | 86 - 29 | Emiratos Árabes Unidos | Kampala, Uganda |  |

## Torneo Final de Clasificación
El Torneo Final de Clasificación se llevará a cabo entre el 8 y 18 de noviembre de 2025 en Dubái, Emiratos Árabes Unidos. Es la última etapa del proceso de clasificación a la Copa Mundial de 2027, otorgando una plaza al ganador del torneo. El torneo es una serie todos contra todos a sede única entre un equipo de Europa (Europa 5), 1 equipo de Sudamérica (Sudamérica 3), el ganador del repechaje Asia-África y el perdedor del repechaje Sudamérica-Pacífico.
| Pos. | Equipos                   | Partidos | Partidos | Partidos | Tantos | Tantos | Tantos | Pts. |
| Pos. | Equipos                   | G        | E        | P        | PF     | PC     | DP     | Pts. |
| ---- | ------------------------- | -------- | -------- | -------- | ------ | ------ | ------ | ---- |
| 1.°  | Bélgica                   | 0        | 0        | 0        | 0      | 0      | +0     | 0    |
| 2.°  | Namibia                   | 0        | 0        | 0        | 0      | 0      | +0     | 0    |
| 3.°  | Sudamérica 3              | 0        | 0        | 0        | 0      | 0      | +0     | 0    |
| 4.°  | Sudamérica 2 ó Pacífico 4 | 0        | 0        | 0        | 0      | 0      | +0     | 0    |

|  | Clasifica a la Copa Mundial de Rugby de 2027. |